# Kick
Kick es una plataforma australiana que permite realizar transmisiones en vivo, respaldada por los cofundadores de Stake.com, Bijan Tehrani y Ed Craven. Fue fundada en 2022 en Melbourne, Australia con el propósito de competir con Twitch, destacando primeramente por su enfoque en una moderación más flexible y en proporcionar a los creadores de contenido una mayor parte de los ingresos generados. Hasta junio de 2023, Kick tiene un promedio de 110.000 transmisiones en vivo al día.

## Historia
Kick fue fundada el 1 de diciembre de 2022. No se conocen los nombres de sus fundadores, aunque se sabe que Bijan Tehrani y Ed Craven, cofundadores de Stake.com, son figuras destacadas en las operaciones del sitio. Las fuentes difieren en si Tehrani y Craven son los fundadores, inversores ángeles u ocupan otro rol; algunas fuentes también indican que el realizador de directos estadounidense Trainwreckstv es uno de los propietarios de la plataforma o desempeña un papel de liderazgo en ella.
En 2023, varios creadores de contenido de Twitch firmaron acuerdos con la plataforma, entre ellos el gran maestro de ajedrez Hikaru Nakamura, Adin Ross y xQc. Este último firmó un contrato de dos años por valor de $100 millones. Esta firma convirtió a xQc en el creador de contenido con el acuerdo de transmisión más grande de todos los tiempos.

### Adopción en Perú
En 2025, el portal La Encerrona señaló que Kick alcanzó popularidad en Perú, cuando los políticos Martín Vizcarra, Rafael López Aliaga y Ulises Villegas comenzaron a utilizarla. Más adelante, César Acuña también empezó a utilizarla.
Uno de los usuarios con más seguidores es Cristopher Puente Viena, conocido como «Cristorata», quien consiguió entrevistar a Martín Vizcarra en una retransmisión en directo y convertirse así en una figura clave en la escena digital peruana. Posteriormente, este streamer fue investigado por el Ministerio de la Mujer por comportamientos ofensivos hacia sus seguidores.
En julio de ese año se realizó el evento de boxeo amateur La noche dorada, que enfrentó a varios streamers y que tuvo lugar en el Coliseo Eduardo Dibós. Según el Grupo Firbas, fue el evento más visto de Kick, con un millón de espectadores, lo que equivale a 14.8 puntos de audiencia en una medición de Kantar Ibope Media en televisión abierta.

## División de ingresos y salario
La distribución de ingresos de Kick es del 95 % para el creador de contenido y el 5 % para la plataforma, lo cual se considera una de las más generosas en el ámbito de las transmisiones en vivo. La división de ingresos de Kick se compara a menudo con el antiguo modelo 50-50 de Twitch, donde se dividía equitativamente entre los creadores y la plataforma, y en menor medida con el 30% que YouTube retiene de los ingresos de los creadores de contenido en vivo. Se atribuye a la popularidad de la distribución de ingresos de Kick el haber impulsado a Twitch a introducir un modelo de división de ingresos del 70-30 para algunos creadores, según informó Forbes.
Kick ha propuesto pagar a todos sus creadores de contenido por horas si cumplen ciertas condiciones. En caso de que esta propuesta se implemente, sería el primer servicio de transmisión en hacerlo. Las condiciones incluyen que el creador de contenido esté activo al menos cuatro horas al día durante treinta días al mes, que no duerma durante las transmisiones, que utilice una cámara web para mostrar su rostro y que sea mayor de edad. Todos los creadores de contenido en Kick que cumplan con estas cuatro condiciones recibirían un pago de 16 $ por cada hora de transmisión.

## Patrocinios
En enero de 2023, el equipo Alfa Romeo en Fórmula 1 concretó un acuerdo de patrocinio a largo plazo con Kick. En los países donde los anuncios y patrocinios relacionados con apuestas deportivas no están permitidos, el nombre y el logotipo de Kick reemplazarán al de Stake, quien era el patrocinador principal de Alfa Romeo. Así, la escudería pasó a denominarse «Alfa Romeo F1 Team Kick».
Después de que Alfa Romeo dejó la Formula 1 y esta misma termine su alianza con Sauber después de la temporada 2023, la escudería suiza seguiría con el acuerdo establecido con Kick, renombrándose como «Kick Sauber F1 Team».
También aparecen como patrocinador en la manga del Everton de la Premier League, equipo que también lleva a Stake.com como patrocinador principal en su indumentaria.